# Cielo y tierra: calentamiento global: la ciencia que falta
Cielo y tierra: calentamiento global: la ciencia que falta es un libro de divulgación científica publicado en 2009 y escrito por el profesor de geología minera australiano en la Universidad de Adelaida, y el director de la empresa minera Ian Plimer. Rechaza el consenso científico sobre el cambio climático, incluida la opinión de que el calentamiento global es "muy probablemente debido al aumento observado en las concentraciones de gases de efecto invernadero antropogénicos (artificiales)". y afirma que el debate está siendo impulsado por lo que el autor considera elementos irracionales y anticientíficos.
El libro recibió lo que el periódico The Age llamó «elogios entusiastas». The Australian dijo que dio «toda la munición científica que los escépticos del cambio climático podría desear».
Heaven and Earth fue un éxito de ventas en Australia cuando se publicó en mayo de 2009, y está en su séptima edición, según el editor. El libro también se ha publicado en Estados Unidos y Reino Unido.

## Fondo
Heaven and Earth es una secuela de un trabajo anterior de Plimer llamado "Una breve historia del planeta Tierra". Publicado en 2001, Una breve historia se basó en una década de transmisiones de radio de Plimer dirigidas principalmente a los australianos rurales. Se convirtió en un éxito de ventas y ganó un Premio Eureka en 2002. Sin embargo, Plimer no pudo encontrar ninguna editorial importante que quisiera publicar su libro de seguimiento. Atribuyó esto a que hay "mucho miedo ahí fuera. Nadie quiere ir en contra del paradigma popular". Plimer se dirigió a Connor Court Publishing. La empresa tiene un historial de publicación de libros sobre "cultura, justicia y religión", incluidos muchos libros sobre catolicismo en particular. También han publicado el libro de su colega australiano el escéptico del cambio climático Garth Paltridge, The Climate Caper, que también critica el consenso sobre el cambio climático y la "politización de la ciencia".
Según Plimer, escribió "Heaven and Earth" después de estar "indignado por la creciente aceptación pública de la idea de que los humanos han causado el calentamiento global" y se propuso "eliminar todos los argumentos que escuchamos sobre el cambio climático". Aunque no discute que el cambio climático está ocurriendo, argumenta que "no tiene nada que ver con la atmósfera, se trata de lo que sucede en la galaxia" y que el clima es impulsado por el sol, la órbita de la Tierra y la tectónica de placas en lugar de la niveles de gases de efecto invernadero atmosféricos tales como dióxido de carbono. Plimer dice que su libro es para el "apostador promedio en la calle" que puede "oler algo que está mal en el debate climático, pero no sabe qué".
Los críticos han cuestionado regularmente a Plimer sobre sus intereses comerciales en la industria minera, pero defiende la independencia de sus puntos de vista, diciendo que estos intereses comerciales no colorean sus argumentos, que se basan en la ciencia pura. Los críticos señalan que Plimer se ha opuesto a un esquema de comercio de carbono en Australia, diciendo que "probablemente destruiría la industria minera totalmente".

## Sinopsis
En el libro, Plimer compara el concepto de cambio climático inducido por el hombre con el creacionismo y afirma que es una "religión fundamentalista adoptada por  ateos urbanos que buscan llenar un enorme vacío espiritual que plaga a Occidente". Se afirma que los grupos ambientalistas han llenado este vacío al tener una visión romántica de un pasado menos desarrollado. El libro es crítico con el Panel Intergubernamental sobre Cambio Climático (IPCC), que según él ha permitido "poca o ninguna aportación geológica, arqueológica o histórica" en sus análisis. Si lo hubiera hecho, afirma el libro, el IPCC sabría que los tiempos fríos conducen a una disminución de la población, trastornos sociales, extinción, enfermedades y sequías catastróficas, mientras que los tiempos cálidos conducen al florecimiento de la vida y al auge económico, lo que sugiere que el calentamiento global, causado o no por los humanos, debe ser bienvenido.
El libro critica los esfuerzos políticos para abordar el cambio climático y sostiene que los cambios ambientales extremos son inevitables. Los meteorólogos tienen mucho que ganar con la investigación sobre el cambio climático, afirma el libro, y han reducido el debate sobre el cambio climático a la atmósfera, mientras que la verdad es más compleja. El dinero estaría mejor destinado a hacer frente a los problemas a medida que ocurren en lugar de hacer intentos costosos e inútiles para prevenir el cambio climático.
El libro difiere del consenso científico al afirmar que la  Gran Barrera de Coral se beneficiará de la subida del nivel del mar, que no hay correlación entre los niveles de  dióxido de carbono y la temperatura, y que el 98% del efecto invernadero se debe al  vapor de agua.
En el libro, Plimer afirma que la teoría actual del calentamiento global inducido por el hombre no está de acuerdo con la historia, la arqueología, la geología o la astronomía y debe ser rechazada, que la promoción de esta teoría como ciencia es fraudulenta y que la actual alarma sobre el clima. el cambio es el resultado de una mala ciencia. Sostiene que los modelos climáticos se centran demasiado en los efectos del dióxido de carbono, en lugar de tener en cuenta otras cuestiones como la variación solar, el efecto de nubes, y tienen poco fiables mediciones de temperatura.

## Recepción y crítica
"Heaven and Earth" recibió una cobertura sustancial en los medios de comunicación australianos e internacionales. Produjo una respuesta muy polarizada de los críticos, con miembros de la prensa. alabando el libro. Un columnista de " Wall Street Journal" calificó el libro como "una crítica condenatoria" de la teoría del calentamiento global provocado por el hombre, mientras que el escritor y activista de Guardian George Monbiot enumeró algunos de los errores del libro con el comentario: «Rara vez un libro ha sido asesinado más limpiamente por científicos que el "Heaven" de Ian Plimer, que pretende mostrar que el cambio climático provocado por el hombre es una tontería. Desde su publicación en Australia ha sido ridiculizado por una serie hilarante de errores escolares y su falsificación y manipulación de datos».

### Reacciones de los medios
El libro de Plimer ha recibido "elogios entusiastas en la prensa" según Adam Morton de The Age. Christopher Pearson, un columnista, sirvió como maestro de ceremonias en el lanzamiento del libro y lo aclamó como un «documento de campaña» para los escépticos del cambio climático que "contiene toda la munición científica que podrían desear, empaquetada en 493 páginas elocuentes." Sydney Morning Herald Miranda Devine llamó al libro "una refutación científica integral de las creencias que sustentan la idea del cambio climático causado por el hombre" y escribió que "el libro de Plimer, accesible como es para el profano, ayudará a corregir el desequilibrio de poder entre los que afirman poseer el conocimiento y el resto de nosotros".
 Paul Sheehan, un comentarista de "The Sydney Morning Herald", afirmó que «Ian Plimer no es un tábano aislado. Es un científico y profesor galardonado». Sheehan continuó, llamando al libro "un ataque basado en evidencia a la conformidad y la ortodoxia, incluida la mía, y un recordatorio de respetar la disidencia informada y tener cuidado con la ideología que subvierte la evidencia".
The Spectator, una revista británica hizo del libro la portada de su número del 11 de julio de 2009. En Canadá, Rex Murphy de The Globe and Mail recomendó Heaven and Earth como "un libro maravillosamente completo y valiente". Lakshman Menon escribió en la sección de Ocio del Business Standard de India que "si el libro inicia un debate honesto sobre el cambio climático, Heaven And Earth habrá prestado un importante servicio".
La cobertura del australiano de Heaven and Earth atrajo críticas de Robert Manne, un conferencista de política en la Universidad La Trobe en Melbourne, quien criticó la "efusiva alabanza "dado el libro. Manne deplora la disposición de El australiano de "dar a libros como el de Plimer el tipo de bienvenida entusiasta que cientos de otros que se publican en este país cada año no pueden soñar en recibir", calificando esto de "un grave error intelectual, político y moral". De manera similar, George Monbiot criticó a The Spectator por presentar Heaven and Earth como un artículo de portada, calificandolo como "uno de los errores de juicio más graves en el periodismo este año" desde "un rápido chequeo habría demostrado que el libro es una completa tontería".
Lawrence Solomon del Financial Post de Canadá comentó que "Gracias a Plimer, la prensa y los políticos, es probable que Australia se convierta en la tercera nación negadora del mundo desarrollado" detrás de la República Checa y Estados Unidos.

### Otras reacciones
Václav Klaus, expresidente de la República Checa y economista, recomendó "Heaven and Earth" en una propaganda en la sobrecubierta: "Este es un mensaje muy poderoso y claro, libro comprensible y extremadamente útil". Su respaldo fue en respuesta a la solicitud de Plimer para el respaldo de "los peces gordos", lo que Plimer afirma que es indicativo de "un gran cuerpo de personas extremadamente inteligentes y conocidas que no están de acuerdo con el Chicken Little argumentos que se están presentando ".
George Pell, el arzobispo católico de Sídney, escribió en el periódico The Daily Telegraph (Sydney) que Heaven and Earth  probablemente haría una gran diferencia a la opinión pública y defendió a Plimer de las acusaciones de ser un negacionista del cambio climático porque la historia muestra que el planeta es dinámico y el clima siempre está cambiando. El arzobispo concluyó que la evidencia de Plimer «muestra que las ruedas están cayendo del tren de la catástrofe climática».
Ex representante federal de Australia y pro-minería maverick  Graeme Campbell ha tratado de utilizar el libro para llevar "el otro lado del debate" sobre el cambio climático a las escuelas. En junio de 2009, Campbell entregó copias de Heaven and Earth a todas las escuelas de su ciudad natal de Kalgoorlie, Australia Occidental. El senador Steve Fielding del conservador Family First Party también ha declarado que sus puntos de vista sobre el cambio climático han sido influenciados por Plimer y su libro.
Lyn Allison, líder de los demócratas australianos de 2004 a 2008, llamó a Plimer la «mascota  negacionista» de los periódicos de Rupert Murdoch.